# Mentalisten Ontmaskerd
Mentalisten Ontmaskerd is een Nederlands televisieprogramma dat in 2010 werd uitgezonden op RTL 5. Alfred van den Heuvel presenteerde het programma. In het programma worden diverse trucs van mentalisten onthuld.
In het programma laat de Nederlandse mentalist Richard Stooker zien hoe diverse mentale kunstjes worden uitgevoerd, zonder dat hiervoor daadwerkelijk mentale gaven nodig zijn. Daaronder bevinden zich die uit het SBS6-televisieprogramma De nieuwe Uri Geller, zoals het buigen van lepels en het laten zweven van tafels.
In elke aflevering worden drie "mentalistische gaven" uit de doeken gedaan. Het blijken trucs te zijn die op zodanige wijze worden gepresenteerd dat de illusie wordt gewekt dat de mentalist over gaven beschikt die niet als goocheltruc te verklaren zijn. Een deel van de illusie schuilt dus in de handige presentatie van de mentalist.